# Grăjdana
Grăjdana – wieś w Rumunii, w okręgu Buzău, w gminie Tisău. W 2011 roku liczyła 933 mieszkańców.